# Sainte-Eulalie (Lozère)
Sainte-Eulalie ist eine französische Gemeinde mit 36 Einwohnern (Stand 1. Januar 2022) im Département Lozère in der Region Okzitanien. Sie gehört zum Arrondissement Mende und zum Kanton Saint-Alban-sur-Limagnole. Die Gemeinde grenzt im Nordwesten an Lajo, im Norden an Chanaleilles, im Nordosten und im Osten an Saint-Paul-le-Froid, im Süden an Saint-Denis-en-Margeride und im Westen an Saint-Alban-sur-Limagnole.

## Bevölkerungsentwicklung

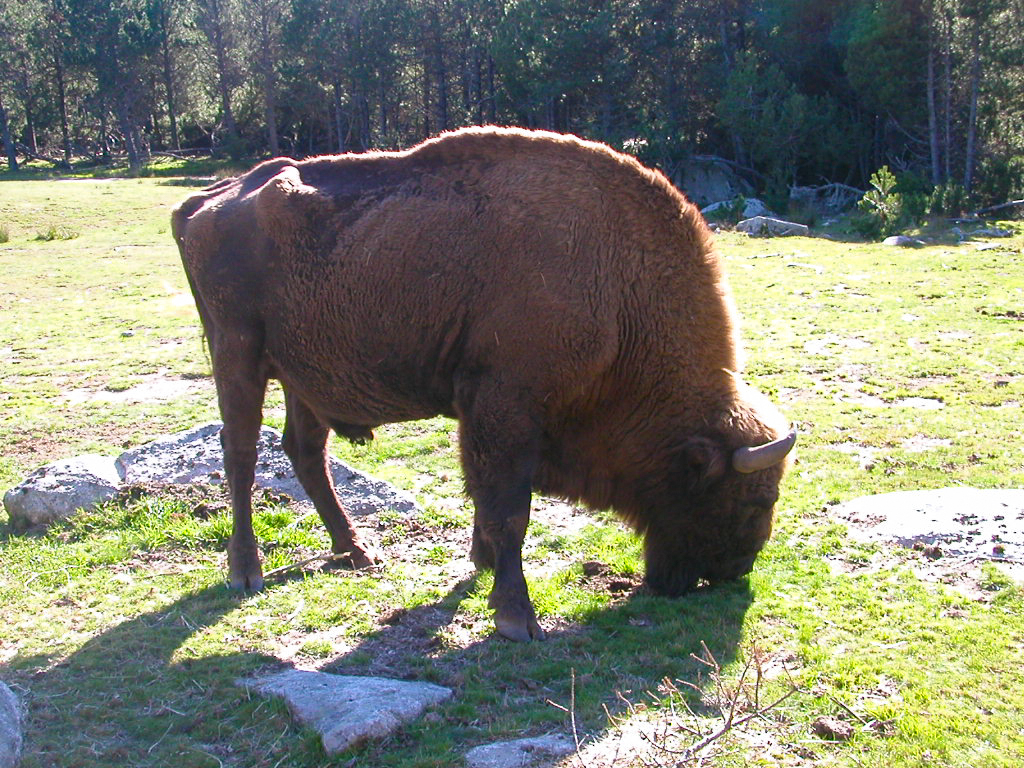
Bison im Wildreservat Sainte-Eulalie

| Jahr      | 1962 | 1968 | 1975 | 1982 | 1990 | 1999 | 2008 | 2018 |
| --------- | ---- | ---- | ---- | ---- | ---- | ---- | ---- | ---- |
| Einwohner | 112  | 105  | 104  | 80   | 60   | 64   | 55   | 36   |